# Jerne Kirke
Jerne kirke er en sognekirke i bydelen Jerne i Esbjerg.

## Historie
Kirken var i katolsk tid indviet til Sankt Morten. Den blev i 1306 inkorporeret i Varde sysselprovsti, og fra 1454 i Ribe domdekanat. Efter reformationen forblev kirken under dekanen indtil kongen i 1687 skødede den til borgmester Christoffer Castensen i Ribe, hvis søn, provst Maturin Castensen var præst og kirkeejer frem til sin død i 1747. I 1749 solgtes kirken på auktion og købtes af sognets hartkornejere. Pr. 1. april 1938 overgik kirken til selveje. Tårnet tjente tidligere som sømærke for de lokale fiskere.

### Sagn
En sten i kirkegårdsdiget med mærker efter fem fingre er årsag til et par sagn. Ifølge det første skulle stenen være kastet mod kirken af en kæmpe i Skads, der ikke kunne tåle at høre klokkerne, medens et andet sagn går ud på at kirkerne i Jerne og Bryndum skulle være bygget på samme tid, og da bygmesteren i Jerne var bange for at Bryndum skulle blive færdig først, kastede han stenen mod kirken.

## Kirkebygningen
Kirken har et romansk apsis, kor og skib. De er opførte i granitkvadre med kampesten indvendigt. Et sakristi på sydsiden af koret er delvist bygget i granit, og delvist i munkesten. Kirkens oprindelige døre i skibet har ikke været placeret lige overfor hinanden, som det ellers er kutyme, idet syddøren har været placeret lidt østligere end norddøren. Syddøren er i dag tilmuret, og døråbningen delvist ødelagt af et vindue, medens norddøren, der åbner ud i våbenhuset, er betydeligt udvidet. En lille præstedør fører fra koret ud i sakristiet. Ingen af korets eller skibets vinduer er originale, men et lille rundt vindue i apsis, udhugget af én granitblok, er genåbnet i nyere tid. 

Tårnet er opført i 1460'erne, hvilket påvises af dendrokronologiske prøver af et par af tårnets bjælker, foretaget under en renovering i 1982.
Våbenhuset stammer sandsynligvis fra renæssancen, medens sakristiet opførtes omkring år 1740 som gravkapel over kirkeejeren, provst Castensen, medens et ældre sakristi ved korets nordside samtidigt blev revet ned.
På samme tid som tårnet blev opført er koret blevet overhvælvet og omkring 1500 kom turen til skibet, der fik udskiftet det flade bræddeloft med hvælv.
Gentagne kirkesyn fra 1653 og fremefter viser at kirken under privateje kom i stadig dårligere og dårligere stand. Kirkeejeren Maturin Castensen (død 1747) bliver således i et anklageskrift beskyldt for at misrøgte sine kirker i Jerne og Skast, og lade dem forfalde selvom kirketienden var betalt. Noget af forfaldet har dog skyldtes de i senmiddelalderen indbyggede hvælv, der med tiden begyndte at presse murene udefter.
Kirken blev i 1891-92 hovedrestaureret af arkitekt Axel Møller, der få år forinden havde opført Vor Frelsers Kirke i Esbjerg. Ved denne restaurering flyttedes indgangen til tårnet, medens våbenhuset blev muret til ind mod skibet og brugt som ligkapel. Under en restaurering i 1942 genåbnedes våbenhuset som indgang og tårndøren lukkedes, medens der opførtes et ligkapel på kirkegården.

## Kalkmalerier
Der fandtes sparsomme rester efter to perioders kalkmalerier i kor og skib under restaureringen i 1891. Dels var der fra omkring 1500 en hvælvdekoration af den såkaldte ”liljemester”, der også har været aktiv i Skads, Horne, Janderup, Alslev og Ansager kirker, samt flere sønderjyske kirker.
Omkring 1550-1600 blev der malet en nadverscene på korbuens nordre vange med et bibelcitat på dansk.

## Inventar
Alterbordet stammer fra senmiddelalderen, og er bygget i munkesten, 1 meter højt og er dækket af en kalkstensplade med profilering langs underkanten. Alterbordspanelet stammer fra restaureringen i 1942 og er tegnet af arkitekt Aage Bugge. Altertavlen er fra 1653-54, og udført af samme snedker som tavlerne i Vester Nykirke i Ribe Amt og Øster Nykirke i Vejle Amt. Tavlen er i renæssancestil, og med malerier forestillende nadveren og scener af lidelseshistorien. En ældre altertavle fra omkring 1475-1500 findes nu i Løgumkloster Kirke, medens en sidealterfigur af Jomfru Maria med jesusbarnet nu findes på Nationalmuseet. Den ældre altertavle havde i midten nådestolen flankeret af Maria med barnet og Skt. Morten, kirkens værnehelgen. Det nu benyttede altersæt, oblatæske og alterkande er fra 1971, medens et ældre altersæt fra 1705 givet af Christan Olesen Weldbeck og hustru Anne Hansdatter stadig haves ved kirken. Alterstagerne er gotiske, fra omkring 1550, og med en fodskål, der hviler på tre løver.
Døbefonten er det eneste middelalderlige inventar, der i dag findes i kirken, og udgøres af en romansk granitfont, med et hoved på hvert hjørne af den pyramidestubformede fod. Selve fonten har enkelte steder stadigvæk rester efter en rustrød farve. Af dåbsfade haves tre, dels ét i bly fra omkring 1800, et i messing fra 1909, samt et nyere i tin, som er en kopi af et ligeledes nyere fad, der blev stjålet fra kirken for nogle år siden, og selvom det dukkede op igen, valgte man at fortsætte med at bruge kopien. Dåbskanden er fra omkring 1900, og skænket af Mogens Ballin til Vor Frelsers Kirke i Esbjerg, hvorfra den er erhvervet i 1978.
Et krucifiks er i 1912 skænket kirken af enke Kirsten Jakobsen, født Bøndergaard, og er ophængt i skibets vestfag på nordvæggen.
Prædikestolen stammer fra omkring 1550-1575, og består af seks høje smalle fag, hvoraf de fire udgør kurven og de to danner bro over til væggen. Underbygning og opgangspanel stammer fra renoveringen i 1892. Stolen er lavet i gotisk stil. Bemalingen stammer fra en renovering i 1944, og ved den seneste renovering af kirken forsøgte man at afstemme resten af kirkens bemaling efter prædikestolen.
Stolestaderne er fra 1891, med gavle fra 1942.
Kirkens første orgel var bygget i 1905 af Joh. P. Andresen Co., Ringkøbing. Det stod på et pulpitur i kirkens vestende. I 1942 fornyedes orglet af Th. Frobenius & Co, idet man genanvendte dele fra det gamle orgel. Dette orgel blev placeret i kirkens vestende, idet man ved samme lejlighed valgte at flytte indgangen til kirken tilbage til våbenhuset. Det nuværende orgel er bygget i 1977 af Th. Frobenius & Sønner i Lyngby, og er opstillet i tårnrummet. Det er udvidet i 1990 og ombygget i år 2000.
Herudover findes der i kirken en pengeblok fra 1942, en præsterækketavle fra 1937, fire lysekroner fra 1937, samt et kirkeskib fra 1938, forestillende fuldskibet ”Danmark”, bygget af kaptajn P. A. Pedersen i Nordby, og skænket til kirken i anledningen af dens overgang til selveje.
Kirkeklokken stammer fra 1919, og består af en omstøbt klokke fra 1816, der igen var en omstøbning af en endnu ældre klokke, der i 1803 blev beskrevet som ”revnet, men lyder stadigvæk meget godt”. En klokke afleveredes ved klokkeskatten i 1528.

## Gravminder

### Epitafier
På nordvæggen i skibet findes et Epitafium fra omkring 1747 over sognepræst og provst Maturin Castensen. Det er udskåret i egetræ, og lavet i barok stil, med midterfeltet udformet som en barok gravsten.

### Gravsten
Ved kirken fandtes oprindeligt 12 gravsten fra 1700-årene, hvoraf de fleste er sat over slægten Spangsberg. Frem til 1983 stod de i kanten af en oldtidshøj på kirkegården. Efter en restaurering i midten af 1980'erne blev 7 af stenene opstillet i kapellet ved krematoriet i Novrup, medens resten blev placeret i kirkens våbenhus. En del sten er fremstillet af en stenhugger med initialerne "B.A.S.V." eller "F.B.S.", hvilket også findes på gravsten fra samme periode ved blandt andet Sønderho-, Sdr. Bork-, Guldager-, og Årre Kirke. De to personer har muligvis været far og søn.
Af begravelser udenfor kirken er en gravhøj fra oldtiden, placeret i kirkegårdens sydvestligste hjørne klart den ældste. Af gravminder fra efter kirkens etablering findes som den ældste en såkaldt "bondegravsten" fra 1594 placeret nordvest for våbenhuset. Stenen er af rødlig granit og indeholder et Georgskors, samt indskriften "KCD", der sandsynligvis er initialerne på den gravlagte.
 På toppen af den føromtalte gravhøj findes der begravelser efter Hr. Joh(annes) Bøtc(he)r, præst i Jerne 1719-1792 og hustruen Mad(am) A(nna) Bøtcher 1726-1806. Stenene er såkaldte "bondegravstene" af rødlig granit. 

Vest for disse findes to sandstensgravstene sat over Mathilde Helene Hjort, født Hyp(off) 2. okt. 1778-7. sept 1828, og hendes mand, sognepræst Søren Spandet Hjort 8. febr. 1765-21. marts 1835.
Desuden findes en samling ældre jernkors fra midten af 1800-tallet placeret i et buskads ved højens vestside.
Gravstedernes placering var tidligere bestemt af de omkringliggende landsbyers placering. Således havde gårdene i Boldesager gravsteder i nordvest, Måde i sydvest, Veldbæk i syd og Uglvig i øst.

## Præster ved Jerne Kirke[3]

### FørReformationen
- Søren (nævnes 1502)
- Jens Thomsen, kapellan til Jerne Kirke nævnes 1514, hvor han får fæstet på Jerne præstegård.

### Efter Reformationen
- Palle
- Jørgen Pallesen Jerne: 20. juli 1569 til sin død 16. april 1590.
- Hans Jørgensen Jerne: 17. juni 1590 til sin død 2. april 1592.
- Palle Jørgensen Jerne, bror til den foregående, overtager embedet og dør i 1637.
- Hans Jensen Hersleff blev præst i 1637, gifter sig med forgængerens datter og bliver pålagt at forsørge forgængerens enke. Han overlever sin kone, og dør i slutningen af 1653 eller starten af 1654, hvorefter arvingerne anmoder domprovsten om at én af hans døtre måtte blive gift med efterfølgeren, hvilket også sker.
- Jørgen Olufsen Alslev 1654 – 1659.
- Bendt Jakobsen Varde 26. januar 1659 – 1672. Førte i 1663 proces mod bønderne om Jerne kirkeenge, hvilket endte med at præsten fik engene i fæste for altid.
- Hans Pedersen Bartskjær 1672 – 1701. Den ældste kirkebog i sognet stammer fra hans tid.
- Maturin Castensen 1. marts 1701 til sin død 7. november 1747. Søn af Kaspar Kristoffer Castensen, borgmester i Ribe. Blev provst i 1739. Blev som naturkyndig endvidere betragtet som god til at uddrive ånder.
- Johannes Tobias Bøtcher 12. januar 1748 – 1789. Blev kaldt til Jerne Kirke efter ønske fra forgængeren.
- Niels Bønnelykke. Kapellan ved kirken fra 1787, præst fra 16. september 1789 til sin død den 12. december 1826.
- Søren Spandet Hjort. Præst fra 1827 frem til sin død den 24. marts 1835.
- Gabriel Koch. Præst ved Jerne Kirke fra 1835 til 1858.
- Mikael Rodewald Giørup Assens. Ordineredes 4. august 1858.

## Eksterne kilder og henvisninger
- Wikimedia Commons har flere filer relateret til Jerne Kirke
- Jerne Kirke hos KortTilKirken.dk
- Jerne Kirke i bogværket Danmarks Kirker (udg. af Nationalmuseet)